# Музей А. М. Горького и Ф. И. Шаляпина (Казань)
Музей А. М. Горького и Ф. И. Шаляпина в Казани (до переименования в 2018 году — Литературно-мемориальный музей А. М. Горького) — учреждение культуры, филиал Национального музея Республики Татарстан. Расположен на ул. Максима Горького, 10. С 1960 года музей включён в реестр памятников истории федерального значения.

Бюст Горького на стене музея

## Экспозиция

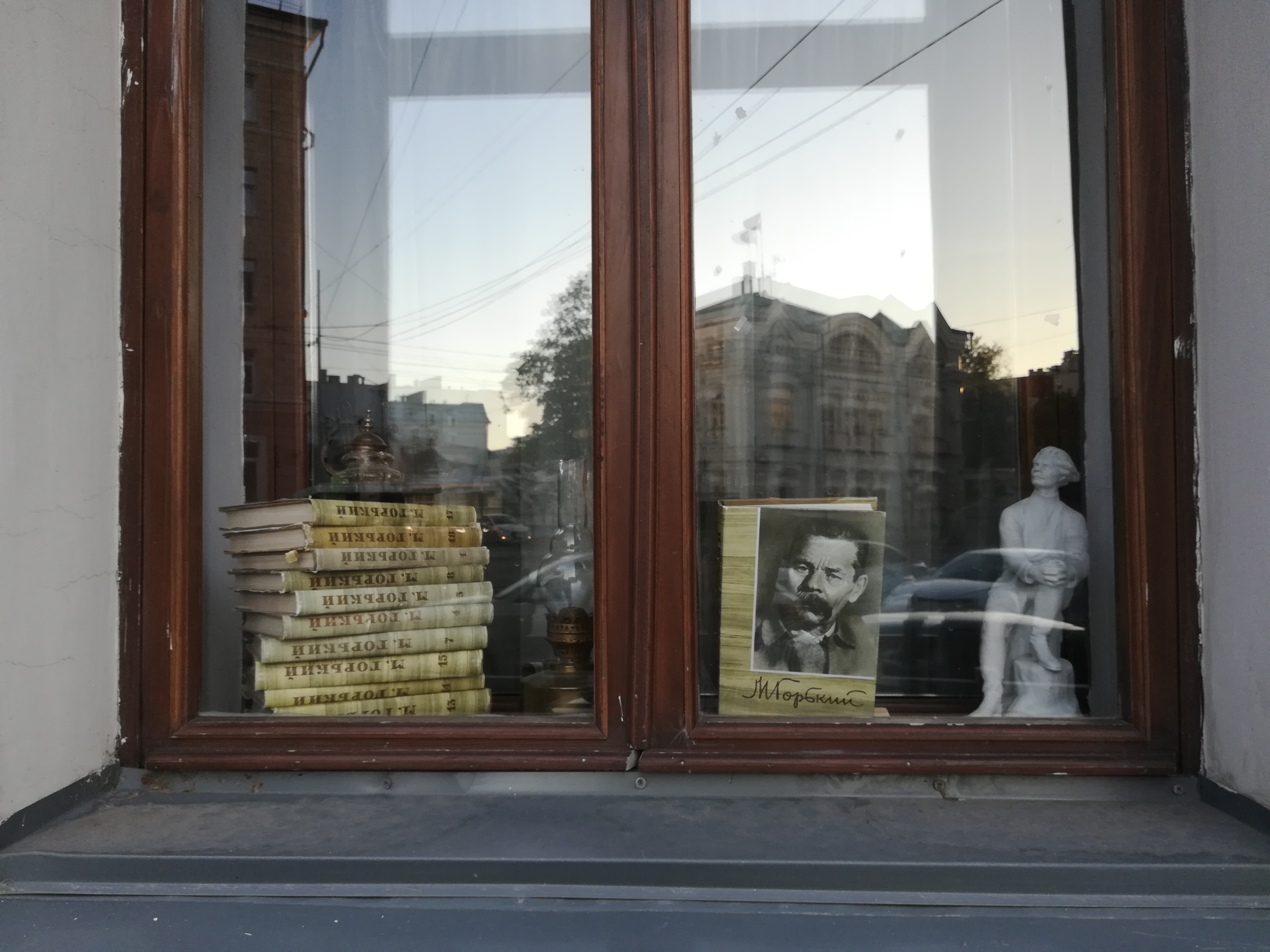
Окно музея

Концепция и художественный проект экспозиции представляют фактически два музея в едином комплексе здания.

### Музей А. М. Горького
Экспозиция музея посвящена казанскому периоду, с 1884 по 1888 год, жизни великого русского писателя Максима Горького (1868—1936). Сам писатель считал этот период своей жизни очень важным, своим «духовным рождением».
В основе музея помещение мемориальной пекарни, где помощником пекаря в 1886—1887 годах работал писатель. Представлены личные вещи, автографы, издания литературных произведений Горького, предметы той эпохи. Воссоздан интерьер пекарни.
Проводятся выставки, концерты, лекции и литературные вечера. С 1942 года музей проводит Всероссийскую научную конференцию «Горьковские чтения», с 1973 года — «Шаляпинские чтения».

### Музей Ф. И. Шаляпина
Второй этаж музея занимает «шаляпинская коллекция», отражающая жизнь и творчество великого русского певца Ф. И. Шаляпина (1873—1938), друга А. М. Горького — около 4 000 экспонатов — подлинных программ, открыток с иконографией певца, клавиров, изданий, фотоматериалов, картин и т. д., из собраний известнейших исследователей творчества, летописцев и биографов Ф. И. Шаляпина: С. В. Гольцмана, В. И. Гармаша, восемь граммофонных пластинок с голосом певца из коллекции Ю. Ф. Котлярова, выпущенных в начале XX века в Италии, Франции, Англии и России (их можно прослушать на старинном граммофоне), парижское издание книги Шаляпина «Маска и душа» (1932, на русском языке), старинные альбомы с открытками «Шаляпин в ролях», «Города мира, где пел Шаляпин», рукописи, письма, книги, афиши; подлинные вещи Ф. И. Шаляпина (87 единиц), переданные музею дочерьми артиста И. Ф. и М. Ф. Шаляпиными, внучкой И. Б. Морфей-Шаляпиной и правнучкой Д. Робертсон-Шаляпиной, среди них — театральный костюм для роли хана Кончака из оперы «Князь Игорь», кофейный сервиз, стулья, стереоскоп, граммофон, неоконченный портрет молодого Шаляпина кисти художника В. Россинского и рояль, по легенде подаренный певцу Саввой Мамонтовым.
Рояль был изготовлен в Санкт-Петербурге во второй половиней XIX века, приобретен Саввой Мамонтовым для Частной русской оперы, где выступал и Федор Шаляпин, затем подарен ему после пожара в театре в 1896 году. В феврале 2020 года, в день рождения Ф. Шаляпина, уникальный экспонат, бережно отреставрированный, после полувекового молчания вновь зазвучал для посетителей музея.

## История

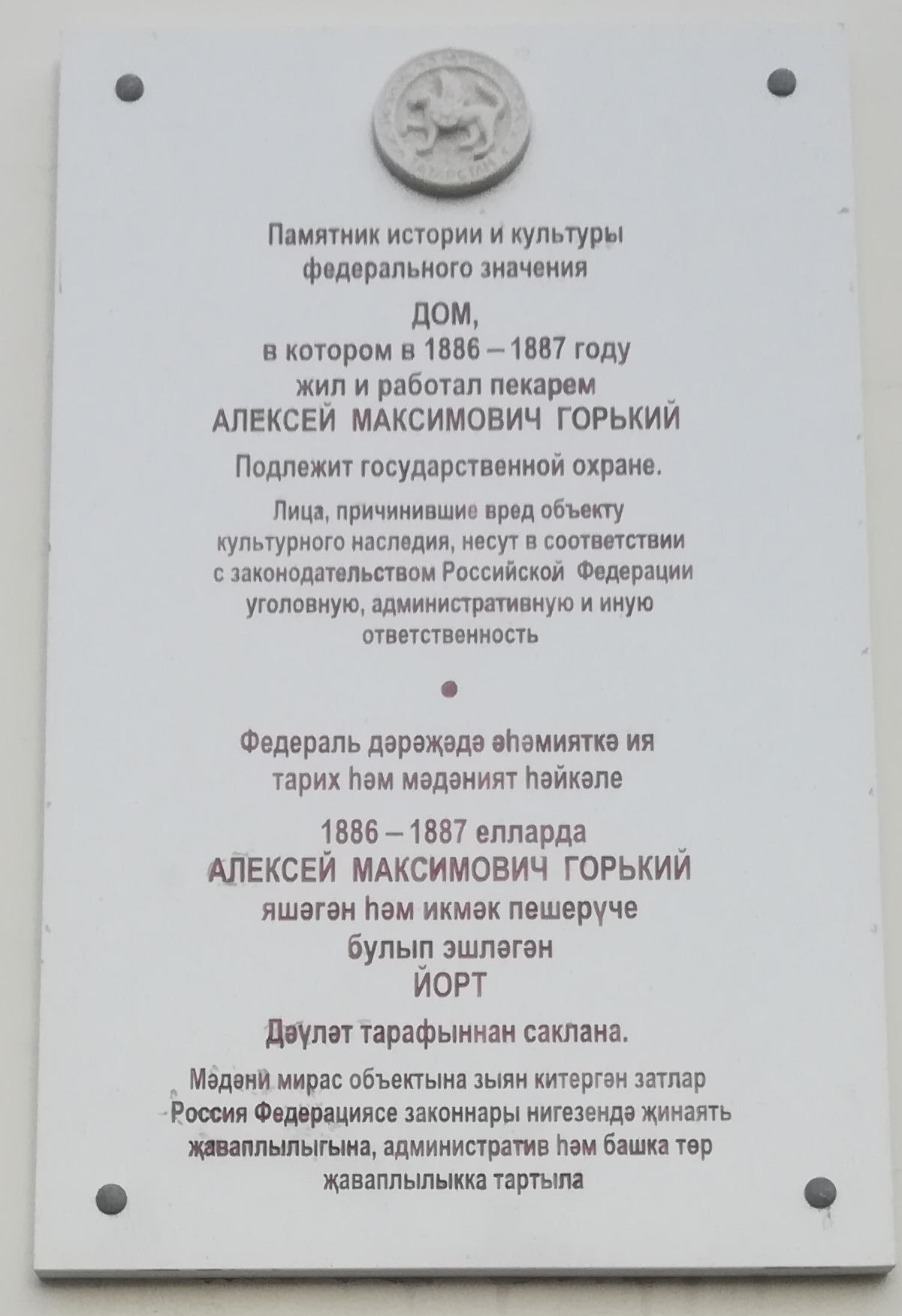
Охранная доска на стене музея

Музей открыт в 1940 году в историческом здании второй половины XIX века, где в 1880-е годы располагалась пекарня Андрея Степановича Деренкова.
Решение об открытии музея было принято Советом народных комиссаров Татарской АССР в 1938 году. Большую подготовительную работу по созданию музея, сбор материалов провёл историк-краевед Н. Ф. Калинин, встречавшийся с Горьким и опубликовавший книги «Горький в Казани» и «Горький в Казани в 1884—1888 годы. Спутник по горьковским местам в Казани». Более 2 000 экспонатов поступили в музей от родственников писателя Е. П. и Н. А. Пешковых, членов семей Ф. И. Шаляпина и А. С. Деренкова.
С 1941 по 1979 год музей возглавляла М. Н. Елизарова, лично знавшая Горького.
В 1995 году при музее было открыто литературное кафе «Бродячая собака», где размещается стационарная выставка «Поэты Серебряного века» и проходят различные культурные мероприятия и встречи.
В 2016 году проведена реконструкция здания и создана новая экспозиция из двух разделов: «Писатель — эпоха — герой. Жизненный и творческий путь А. М. Горького» на 1 этаже мемориальной части здания, раздел «Ф. И. Шаляпин и Казань» на 2 этаже музея.